# 19 декември
19 декември е 353-тият ден в годината според григорианския календар (354-ти през високосна). Остават 12 дни до края на годината.

## Събития
- 1732 г. – Бенджамин Франклин публикува Алманах на бедния Ричард
- 1783 г. – Уилям Пит-младши става най-младият министър-председател в историята на Великобритания и Обединеното кралство.
- 1793 г. – Наполеон Бонапарт е произведен в чин генерал.
- 1842 г. – САЩ признава независимостта на Хавай.
- 1843 г. – За пръв път е публикувана новелата Коледна песен на Чарлз Дикенс.
- 1879 г. – Подписан е Мемоарът на българи от Македония – обръщение на 102 македонски българи към Великите сили.
- 1895 г. – Основан е Природонаучният музей в Белград.
- 1909 г. – Основан е германския футболен клуб Борусия (Дортмунд).
- 1912 г. – Основан е френския футболен клуб АК Арл-Авиньон.
- 1928 г. – Състои се премиерата на българския игрален филм Весела България.
- 1944 г. – Публикуван е за пръв път френският вестник Монд. От същата дата през 1995 г. вестникът е достъпен и в електронен вариант в интернет.
- 1945 г. – Австрия става република за втори път, (престава да бъде такава след нацистката инвазия в средата на 1938).
- 1946 г. – Въоръжени отряди на Виетмин, превождани от Хо Ши Мин атакуват столицата на Виетнам Ханой.

- 1950 г. – Бъдещият президент Дуайт Айзенхауър става началник на въоръжените сили на САЩ.
- 1955 г. – Парламентът на Судан приема декларация за независимост на страната.
- 1955 г. – Основана е община Мараан в Бразилия.
- 1963 г. – Занзибар получава независимост от Обединеното кралство и става конституционна монархия, управлявана от султан.
- 1963 г. – Състои се премиерата на италианския филм Вчера, днес и утре
- 1971 г. – Състои се премиерата на американския игрален филм Портокал с часовников механизъм
- 1972 г. – Програма Аполо: Аполо 17 се завръща на Земята, с което завършва американската програма за изпращане на хора на Луната.
- 1974 г. – Започва продажбата на първия персонален компютър – Алтаир 8800 на американската фирма MITS Inc.
- 1979 г. – В кината започва прожекцията на филма Крамър срещу Крамър с участието на Дъстин Хофман и Мерил Стрийп.
- 1984 г. – Обединеното кралство и Китайската народна република подписват споразумение, съгласно, което суверенитета на Хонконг се прехвърля към китайската администрация на 1 юли 1997.
- 1989 г. – Основан е бразилския футболен клуб Парана Клубе.
- 1994 г. – Стартира българското радио Classic FM.
- 1998 г. – Камарата на представителите на САЩ внасят декларации в Сената за импийчмънт на президента Бил Клинтън.
- 2001 г. – XXXIX народно събрание приема декларация, с която препоръчва на министерския съвет да унищожи окончателно ракетния комплекс Р-400.
- 2001 г. – Състои се премиерата на американския фентъзи филм Властелинът на пръстените: Задругата на пръстена в САЩ.
- 2003 г. – XXXIX народно събрание приема декларация за създаването на американски бази в България.
- 2005 г. – Състои се премиерата на многосериен руски игрален филм Майстора и Маргарита.

## Родени
- 1343 г. – Вилхелм I, маркграф на Майсен († 1407 г.)
- 1594 г. – Густав II Адолф, крал на Швеция († 1632 г.)
- 1676 г. – Луи-Никола Клерамбо, френски композитор († 1749 г.)
- 1683 г. – Филип V Испански, крал на Испания († 1746 г.)
- 1778 г. – Мари Терез Шарлот, френска принцеса († 1851 г.)
- 1790 г. – Сър Уилям Едуард Пари, английски изследовател († 1855 г.)
- 1816 г. – Франц Сахер, австрийски сладкар († 1907 г.)
- 1852 г. – Албърт Майкелсън, американски физик и Нобелов лауреат през 1907 г. († 1931 г.)
- 1861 г. – Итало Звево, италиански писател († 1926 г.)
- 1873 г. – Никола Петров, български борец († 1925 г.)
- 1875 г. – Милева Марич, сръбска математичка († 1948 г.)
- 1877 г. – Кирил Жечев, български офицер († ? г.)
- 1882 г. – Петър Юруков, български революционер († 1906 г.)
- 1884 г. – Антонин Запотоцки, чешки писател и политик († 1957 г.)
- 1891 г. – Христо Бърдаров, български офицер († 1917 г.)
- 1899 г. – Васил Сеизов, български общественик († 1975 г.)
- 1900 г. – Геза Цифра, австрийски режисьор († 1989 г.)
- 1901 г. – Димитър Ненов, български композитор († 1952 г.)
- 1902 г. – Сър Ралф Ричардсън, английски актьор († 1983 г.)
- 1903 г. – Надежда Винарова, българска балерина († 1991 г.)
- 1906 г. – Никола Шипковенски, български психиатър († 1976 г.)
- 1906 г. – Николай Иванов, български политик († 1988 г.)
- 1910 г. – Жан Жене, френски писател и драматург († 1986 г.)
- 1914 г. – Дитрих Храбак, германски пилот († 1995 г.)
- 1915 г. – Едит Пиаф, френска естрадна певица и актриса († 1963 г.)
- 1920 г. – Лазар Мойсов, македонски политик († 2011 г.)
- 1921 г. – Блаже Конески, македонски писател и кодификатор на македонския език († 1993 г.)
- 1922 г. – Николай Драганов, български писател – белетрист († 1998 г.)
- 1924 г. – Мишел Турние, френски писател († 2016 г.)
- 1925 г. – Танкред Дорст, немски писател († 2017 г.)
- 1929 г. – Ангел Бонев, български стопански деец
- 1929 г. – Иван Радков, български историк († 2007 г.)
- 1929 г. – Паул Ницон, швейцарски писател
- 1934 г. – Иван Крумов, български общественик († 2021 г.)
- 1937 г. – Милчо Левиев, български музикант († 2019 г.)
- 1939 г. – Николай Ангелов, български актьор († 2008 г.)
- 1941 г. – Морис Уайт, американски певец и композитор
- 1943 г. – Сам Кели, британски актьор († 2014 г.)
- 1944 г. – Мичъл Фейгенбаум, американски физик († 2019 г.)
- 1945 г. – Орлин Стефанов, български театровед
- 1948 г. – Валентин Стойчев, български театровед († 2007 г.)
- 1951 г. – Фред Лесли, американски учен
- 1954 г. – Александър Монин, руски рок певец († 2010 г.)
- 1956 г. – Фил Харис, американски капитан († 2010 г.)
- 1957 г. – Джефри Кийтинг, ирландски дипломат
- 1957 г. – Майкъл Фосъм, американски инженер
- 1957 г. – Сирил Колар, френски писател и режисьор († 1993 г.)
- 1958 г. – Веселин Вукович, югославски хандбалист
- 1961 г. – Ерик Корнел, американски физик и Нобелов лауреат през 2001
- 1963 г. – Дженифър Бийлс, американска актриса
- 1964 г. – Арвидас Сабонис, литовски баскетболист
- 1964 г. – Томас Брусиг, немски писател
- 1966 г. – Алберто Томба, италиански скиор
- 1967 г. – Крис Ейнджъл, американски актьор
- 1967 г. – Владимир Сабоурин, български литератор
- 1969 г. – Ричард Хамънд, британски ТВ водещ
- 1970 г. – Тайсън Бекфорд, американски модел
- 1971 г. – Фиген Юксекдаг, съпредседател на Демократичната партия на народите в Турция (2014 – 2017)
- 1972 г. – Алиса Милано, американска актриса
- 1974 г. – Гълъбин Боевски, български щангист
- 1975 г. – Брандън Сандерсън, американски писател
- 1979 г. – Ицо Хазарта, български музикант
- 1979 г. – Ники Хънтър, американската порнографска актриса
- 1979 г. – Паола Рей, колумбийска актриса
- 1980 г. – Джейк Джиленхол, американски актьор
- 1980 г. – Джесика Бангкок, американската порнографска актриса
- 1983 г. – Мартин Георгиев, български композитор
- 1984 г. – Георги Калайджиев, български футболист
- 1985 г. – Гари Кейхил, английски футболист
- 1986 г. – Райън Бабел, холандски футболист
- 1987 г. – Карим Бензема, френски футболист
- 1988 г. – Алексис Санчес, чилийски футболист
- 1988 г. – Димо Бакалов, български футболист

## Починали
- 211 г. – Публий Септимий Гета, римски император (* 189 г.)
- 401 г. – Свети Анастасий I, римски папа (* ? г.)
- 1091 г. – Аделхайд от Суза, маркграфиня на Торино (* ок. 1014 г.)
- 1111 г. – Агнес фон Райнфелден, херцогиня на Церинген (* ок. 1065 г.)
- 1111 г. – Ал Газали, ирански философ (* 1058 г.)
- 1370 г. – Урбан V, римски папа (* 1310 г.)
- 1385 г. – Бернабо Висконти, владетел на Милано (* 1323 г.)
- 1659 г. – Анна София фон Бранденбург, германска принцеса (* 1598 г.)
- 1711 г. – Джордже Бранкович, сръбски писател (* 1645 г.)
- 1741 г. – Витус Беринг, датски изследовател (* 1681 г.)
- 1788 г. – Хуан Баутиста де Анса, испански пътешественик (* 1736 г.)
- 1796 г. – Пьотър Румянцев, руски граф и генерал (* 1724 г.)
- 1836 г. – Емили Донълсън, първа дама на САЩ (* 1807 г.)
- 1848 г. – Емили Бронте, английска писателка (* 1818 г.)
- 1851 г. – Джоузеф Търнър, английски художник (* 1775 г.)
- 1876 г. – Виктор Григорович, руски филолог-славист (* 1815 г.)
- 1904 г. – Цвятко Панов, български революционер (* ? г.)
- 1907 г. – Димитър Попгеоргиев, български революционер (* 1840 г.)
- 1909 г. – Янко Забунов, български политик (* 1868 г.)
- 1915 г. – Алоис Алцхаймер, немски психиатър (* 1864 г.)
- 1916 г. – Петко Бобев, български революционер (* ? г.)
- 1916 г. – Хуго Мюнстерберг, немски учен (* 1863 г.)
- 1921 г. – Фьодор Матисен, руски офицер (* 1872 г.)
- 1939 г. – Гунар Исаксен, норвежки изследовател (* 1868 г.)
- 1942 г. – Мице Козароски, югославски партизанин (* 1910 г.)
- 1946 г. – Стоян Попсимеонов, български общественик (* 1880 г.)
- 1954 г. – Виктор Абакумов, съветски офицер (* 1908 г.)
- 1972 г. – Камен Писков, български шахматист (* 1909 г.)
- 1981 г. – Петър Сарийски, български духовник (* 1912 г.)
- 1981 г. – Селма Фрайберг, детски психоаналитик (* 1918 г.)
- 1996 г. – Марчело Мастрояни, италиански актьор (* 1924 г.)
- 1997 г. – Димитър Петков, български композитор (* 1919 г.)
- 1997 г. – Масару Ибука, японски предприемач (* 1908 г.)
- 2002 г. – Александър Сариевски, народен певец от Република Македония (* 1922 г.)
- 2004 г. – Стефан Савов, български художник (* 1924 г.)

## Празници
- Гоа (Индия) – Ден на свободата (от Португалия, 1961 г.)